# Omar Cantón
Omar Cantón (Rosario, Santa Fe, 27 de agosto de 1982) es un baloncestista argentino, que se desempeña como pívot. Actualmente juega para CAOVA de la La Liga Federal.

## Trayectoria
Sobre sus inicios dijo: “Arranqué de grande, a los 15 años en Sportmen y de casualidad, para hacer algo en el verano. En Argentina se vivía esa fiebre de la NBA, todos juntábamos los banderines que se cambiaban por tapitas de gaseosas. Recuerdo que fui con Darío Fortuño a preguntar si podíamos entrenar y así arrancamos, yo con el plus de que ya media casi dos metro. Posteriormente, tras mostrar condiciones suficientes como para actuar en el baloncesto profesional argentino, pasaría de Rosario a Buenos Aires al ser reclutado por Ferro.
Libertad de Sunchales
Su debut se produjo en el marco de la temporada 2000-01 de la LNB. Disputó sólo 6 partidos con el equipo profesional, registrando medias de 1 punto y 2 rebotes por partido.
Regatas de San Nicolás
A mediados de 2001 fue cedido a Regatas de San Nicolás para alcanzar rodaje y retornar luego a Libertad de Sunchales. En ese equipo actuó en 31 encuentros, promediando 4.5 puntos, 3 rebotes, 1.3 asistencias y 1 bloqueo por partido.
Libertad de Sunchales, segundo paso
De cara a la temporada 2002-03 regresa a Libertad de Sunchales y disputa 36 partidos con medias de 7.8 puntos, 3.5 rebotes, 1.0 asistencia, 1.0 robo y 1.0 bloqueo. Continúa en el equipo de Sunchales por una segunda temporada consecutiva y en la Liga Nacional de Básquet 2003-04 disputa 34 partidos con medias de 7.0 puntos y 3.5 rebotes. En esta temporada disputa la Liga Sudamericana de Clubes 2004, disputando 9 partidos con medias de 4.7 puntos, 2.0 rebotes y 2.0 asistencias.
Cornella
Para la temporada 2004-05 firma por primera vez por un club de Europa, el WTC Cornella que disputaría la Liga LEB 2004-05. Jugó 15 partidos con medias de 21.1 puntos, 4.0 rebotes, 1.1 robos y 1.0 bloqueo.
Belgrano de San Nicolás
Fue reptriado por el club Belgrano de San Nicolás para jugar el tramo final de la temporada 2004-05 de la LNB. Vio acción en 15 partidos, registrando medias de 12 puntos, 4.5 rebotes y 1.6 robos por encuentro.
Unión Atlética
En el año 2005 firma por primera vez con un club uruguayo para disputar la Liga Uruguaya de Basquetbol, deja un gran recuerdo.
La Unión de Formosa
De cara a la Liga Nacional de Básquet 2005-06 firma su contrato con La Unión disputando 31 partidos y promediando 11.0 puntos, 4.1 rebotes y 1.7 robos por partido.
Belgrano de San Nicolás, segundo paso
Tras recuperarse de la lesión que lo marginó de las canchas por un año firma su regreso a Belgrano, con quienes disputaría 42 partidos promediando 9.0 puntos, 3.2 rebotes, 1.5 robos y 1.0 bloqueo por partido
Obras Basket
Tras volver en un buen nivel y sin secuelas de la lesión, firma en el 2008 un contrato con Obras para disputar la Liga Nacional de Básquet 2008-09, en la que termina disputando 34 partidos y alcanza medias de 4.0 puntos y 2.1 rebotes por partido. En la Liga Sudamericana disputa 3 partidos con promedios de 3.8 puntos y 3.0 rebotes por partido.
Ciclista Juninense
Acuerda con Ciclista para disputar el Torneo Nacional de Ascenso 2009-10; no obstante sólo disputa 4 partidos con promedios de 4.5 puntos, 1.5 rebotes, 1.2 bloqueos y 1.0 robos por partido antes de rescindir su contrato.
Rosario Central
Firma con el club rosarino para lo que resta de la temporada 2009-10 de la Liga B, la tercera categoría del baloncesto profesional argentino. Al finalizar la misma alcanza promedios de 28.6 puntos, 8.2 rebotes y 2.0 bloqueos por partido.
Sport Club Cañadense
Firma su contrato por dos años con la institución con el objetivo de conseguir el ascenso a la máxima categoría del baloncesto argentino, en la temporada del Torneo Nacional de Ascenso 2010-11 disputó 30 partidos con medias de 19.2 puntos, 7.9 rebotes, 1.4 asistencias, 1.2 bloqueos y 1.0 robo por juego, sin lograr el ascenso. Ya en la temporada del Torneo Nacional de Ascenso 2011-12 disputó 29 partidos promediando 17.5 puntos, 7.3 rebotes, 1.3 asistencias, 1.4 bloqueos y 1.6 robos por partido, nuevamente fracasa en su objetivo de ascender.
Los Leones de Quilpué
De cara a la temporada 2012-13 de la Liga Nacional de Básquet de Chile firma con Los Leones, con los que se llega a consagrar goleador de la liga al promediar 28.5 puntos por partido.
Unión Progresista
Se confirma su regreso a la Liga Nacional de Básquet para encarar el tramo final de la temporada 2012-13. Disputó 14 partidos con medias de 9.4 puntos, 4.8 rebotes y 1.2 asistencias por partido.
Sport Club do Recife
Firma contrato con el Sport Club do Recife para jugar la Copa de Oro de Brasil, en la que llegó a promediar 25.5 puntos y 8.5 rebotes por encuentro, finalizando como el goleador de la competencia.
Echagüe
Omar llegaba de jugar el Campeonato Argentino de Básquet 2013 en Concordia con la selección de Chaco, donde fue el goleador del Torneo con más de 20 puntos de promedio en 23 minutos de juego, y puntos altos como los 28 puntos en la final contra Entre Ríos. Firmó por dos temporadas aunque terminó disputando una sola, la Liga Nacional de Básquet 2013-14.
Academia de la Montaña
El rosarino se unió a Academia de la Montaña pensando en los playoffs de la temporada. El conjunto de Antioquía terminó en el segundo lugar del Grupo 2 de la Liga, con marca de 13-5 y detrás de Cimarrones, líder de la divisional. Academia, dirigida por el técnico Hernán Darío Giraldo, era el subcampeón de la Liga de Colombia, luego de caer por 3-2 en la final del Clausura 2013 ante Guerreros de Bogotá. Cabe destacar que el campeón del torneo sería el representante colombiano en la Liga de las Américas.
Nacional
En julio de 2014 se unió a Nacional para disputar el Metropolitano, el torneo correspondiente a la segunda categoría del baloncesto profesional uruguayo. Allí jugó 9 partidos, en los cuales su equipo consiguió 8 triunfos. Sin embargo en agosto dejó a los uruguayos para participar de la pretemporada de Bahía Basket, siendo sustituido por el estadounidense Ramel Allen.
Bahía Basket
Se incorporó a Bahía Basket para disputar la Liga Nacional de Básquet 2014-15. El rosarino, en 32 partidos, promedió 17,1 minutos; 8,5 puntos y 4,2 rebotes en el equipo bahiense, donde con el crecimiento de Juan Pablo Vaulet y la llegada de Hernán Jasen, iría restando minutos.
Lanús
El 14 de marzo del 2015 se confirma su llegada a Lanús de cara al tramo final de la Liga Nacional de Básquet 2014-15 y por la Liga Nacional de Básquet 2015-16.
Unión Atlética
El 10 de agosto del 2016 firmó su contrato con la Unión Atlética para disputar la Liga Uruguaya de Básquetbol, retornando a la institución después de 10 años. El pívot ha jugado 18 partidos con Unión Atlética en la temporada uruguaya y promedió 18.8 puntos por partido, así como también 6 rebotes. A su vez su porcentaje en dobles es del 60 por ciento, mientras que baja al 42 por ciento cuando se trata de triples.
Hebraica y Macabi
El 17 de enero del 2017 se unió al conjunto uruguayo para disputar la Liga de las Américas 2017. Sobre el torneo decía “Es un grupo difícil pero estamos con mucha confianza, apuntamos al juego con Capitanes por ser el primero y es importante ganarlo. San Lorenzo es un equipazo, lo principal que tiene es que es un equipo muy largo, para esta clase de torneo donde se juegan tres partidos consecutivos saca una ventaja, no hay diferencias entre el equipo titular y los suplentes, todos los jugadores son muy parejos”
Quilmes
El 11 de julio del 2017 firma su contrato con Quilmes de Mar del Plata de cara a la Liga Nacional de Básquet 2017-18, en la misma se repartiría los minutos de pívot con Iván Basualdo. Estuvo en el equipo marplatense hasta diciembre de 2018 cuando fue cortado antes del inicio de la temporada 2018-19 de la Liga Nacional.
Regatas Corrientes
Tras el paso por Quilmes de Mar del Plata firmó contrato con el equipo correntino de cara a la Liga Nacional de 2018-19. Al finalizar la temporada promedió 8.8 puntos y 3.8 rebotes por partido.
Los Leones de Quilpué, segundo paso
Su retorno a la institución chilena se produjo en julio de 2019. Estuvo presente en la Liga Sudamericana de Baloncesto 2019, destacándose como goleador de su equipo en los duelos contra Malvín de Uruguay y Pinheiros de BRasil. También jugó la temporada 2019-20 de la LNB, la cual quedó inconclusa debido a la pandemia de COVID-19. 
Regatas Corrientes, segundo paso
Tras su experiencia en Chile, regresó a Regatas Corrientes en octubre de 2020.  Permaneció en el club un trimestre, desvinculándose a comienzos de enero de 2021.
Comunicaciones
En enero de 2021 se incorporó a Comunicaciones de Mercedes como reemplazo temporario (covid) del estadounidense Austin Williams. Sólo vistió los colores del equipo mercedino en 6 partidos. 
Rosario Basket
Regresó a su ciudad natal para jerarquizar al plantel de Rosario Basket, equipo con el que jugaría la temporada 2021 de La Liga Argentina. En 25 partidos promedió 18.5 puntos, 4.7 rebotes y 16.2 valoración. 
Atenas de Córdoba
Desembarcó en Atenas de Córdoba en agosto de 2021. Jugó allí los siguientes dos años, como titular en un equipo que en ambas temporadas terminó peleando por no descender. 

### Clubes
| Club                       | País      | Año             |
| -------------------------- | --------- | --------------- |
| Libertad de Sunchales      | Argentina | 2000 - 2001     |
| Regatas de San Nicolás     | Argentina | 2001 - 2002     |
| Libertad de Sunchales      | Argentina | 2002 - 2004     |
| WTC Cornella               | España    | 2004 - 2005     |
| Belgrano de San Nicolás    | Argentina | 2005            |
| Unión Atlética             | Uruguay   | 2005            |
| La Unión de Formosa        | Argentina | 2005 - 2006     |
| Belgrano de San Nicolás    | Argentina | 2007 - 2008     |
| Obras Basket               | Argentina | 2008 - 2009     |
| Ciclista Juninense         | Argentina | 2009            |
| Rosario Central            | Argentina | 2009 - 2010     |
| Sport Club Cañadense       | Argentina | 2010 - 2012     |
| Los Leones de Quilpué      | Chile     | 2012 - 2013     |
| Unión Progresista          | Argentina | 2013            |
| Sport Club do Recife       | Brasil    | 2013            |
| Echagüe                    | Argentina | 2013 - 2014     |
| Academia de la Montaña     | Colombia  | 2014            |
| Nacional                   | Uruguay   | 2014            |
| Bahía Basket               | Argentina | 2014 - 2015     |
| Lanús                      | Argentina | 2015 - 2016     |
| Unión Atlética             | Uruguay   | 2016            |
| Hebraica y Macabi          | Uruguay   | 2017            |
| Quilmes                    | Argentina | 2017 - 2018     |
| Regatas Corrientes         | Argentina | 2018 - 2019     |
| Los Leones de Quilpué      | Chile     | 2019 - 2020     |
| Regatas Corrientes         | Argentina | 2020            |
| Comunicaciones de Mercedes | Argentina | 2021            |
| Rosario Basket             | Argentina | 2021            |
| Atenas                     | Argentina | 2021 - 2023     |
| CAOVA                      | Argentina | 2023            |
| Nacional                   | Uruguay   | 2023 - 2024     |
| CAOVA                      | Argentina | 2024 - Presente |